# 霍根斯堡 (紐約州)
霍根斯堡（英語：Hogansburg）是位於美國紐約州富蘭克林縣的非建制地區。

## 歷史
霍根斯堡的郵局自1824年營運至今。

## 地理
霍根斯堡所處的海拔為高於海平面52米（即171英呎），而該地所採用的時區為UTC-5，即北美东部时区（EST）。同時該地設有夏令時間，為UTC-5調快一小時，即UTC-4（EDT）。